# 고성여자중학교
고성여자중학교(固城女子中學校)는 대한민국 경상남도 고성군 고성읍 송학리에 있는 공립 중학교이다.

## 학교 연혁
- 1948년 9월 1일 : 고성농업중학교 부설 여자중학교 설치인가
- 1949년 9월 6일 : 고성여자중학교 개교(3학급, 오상호 초대 교장 취임)
- 1951년 7월 19일 : 제1회 졸업식 거행
- 1981년 3월 9일 : 고성여고 신축 교사로 이전
- 2022년 3월 1일 : 제30대 이근우 교장 취임
- 2023년 3월 2일 : 신입생 입학식 (137명)
- 2023년 12월 29일 : 제74회 졸업식 120명 졸업 (총 16,532명)

## 참고 자료
- 고성여자중학교 - 한국교육학술정보원 학교알리미